# 郝定
郝定（12世纪？—1216年），兖州泗水人，金國末年红袄军起义领袖。原为红袄军领袖刘二祖部下，刘二祖死后，率部攻克泰安州（今山东泰安）、滕州、兖州、单州（今山东单县）、莱芜、新泰等州县在邳州得船数万艘。戍卒。当时，山东地区连年饥荒，贞祐三年（1216年），自称大汉皇帝，年号顺天。金宣宗派山东安抚使僕散安貞镇压，郝定被完颜阿邻俘虏，押至汴京处死。